# زيد عايش العازمي
زيد عايش زيد ملوح العازمي من مواليد العام 1961م، حاصل على شهادة الثانوية، وعمل موظفا في وزارة الداخلية.

## انتخابات البلدية
ترشح زيد عايش في انتخابات المجلس البلدي عام 2005م، وفاز بالانتخابا وحصل على 2966 صوتا وخاض انتخابات مجلس 2009 وفاز بالانتخابات بحصولة علي 2966 صوت.

## رئاسة المجلس البلدي
ترشح زيد عايش علي رئاسة المجلس البلدي بعد فوزة بأنتخابات مجلس 2009 وحصل علي الرئاسة بعد منافسة موسى الصراف الذي حصل علي 7 اصوات بينما زيد عايش حقق 9 اصوات من أعضاء المجلس البلدي.